# Athlétisme aux Jeux panaméricains de 1959
Navigation
Les épreuves d'athlétisme aux Jeux panaméricains de 1959 ont eu lieu du 27 août au 7 septembre 1959 au Stade Soldier Field de Chicago.

## Faits marquants
Les États-Unis dominent la compétition en remportant 18 médailles d'or sur 22 titres possibles. Parmi les athlètes en vue, figure l'Américain Ray Norton, triple médaillé d'or sur 100 m, 200 m et 4 × 100 m. L'Argentin Osvaldo Suárez conserve son titre du 10 000 m remporté quatre ans plus tôt, le Brésilien Adhemar da Silva obtient quant à lui sa troisième médaille d'or consédcutive au triple saut. Côté féminin, l'Américaine 
Lucinda Williams remporte trois médailles d'or sur le sprint (100, 200 et 4 × 100 m). Les seules athlètes féminines non-américaines à remporter un titre sont la Cubaine Bertha Díaz sur 80 m haies et la Chilienne Marlene Ahrens au javelot. Sur un plan global, 22 records panaméricains (17 masculins et 5 féminins) sont égalés ou améliorés durant la compétition.

## Résultats

### Hommes
| Épreuve           | Or                                                                                   | Argent                                                                        | Bronze                                                                                 |
| ----------------- | ------------------------------------------------------------------------------------ | ----------------------------------------------------------------------------- | -------------------------------------------------------------------------------------- |
| 100 m             | Ray Norton 10 s 3 w                                                                  | Mike Agostini 10 s 4 w                                                        | Enrique Figuerola 10 s 5 w                                                             |
| 200 m             | Ray Norton 20 s 6 w                                                                  | Les Carney 21 s 1 w                                                           | Mike Agostini 21 s 1 w                                                                 |
| 400 m             | George Kerr 46 s 1                                                                   | Basil Ince 46 s 4                                                             | Malcolm Spence 46 s 6                                                                  |
| 800 m             | Tom Murphy 1 min 49 s 4                                                              | George Kerr 1 min 49 s 4                                                      | Tony Seth 1 min 49 s 7                                                                 |
| 1 500 m           | Dyrol Burleson 3 min 49 s 1                                                          | Jim Grelle 3 min 49 s 9                                                       | Ed Moran 3 min 50 s 1                                                                  |
| 5 000 m           | Bill Dellinger 14 min 28 s 4                                                         | Osvaldo Suárez 14 min 28 s 6                                                  | Doug Kyle 14 min 33 s 0                                                                |
| 10 000 m          | Osvaldo Suárez 30 min 17 s 2                                                         | Doug Kyle 30 min 18 s 0                                                       | Bob Soth 30 min 21 s 8                                                                 |
| Marathon          | John J. Kelley 2 h 27 min 55 s                                                       | Jim Green 2 h 32 min 17 s                                                     | Gordon Dickson 2 h 36 min 19 s                                                         |
| 3 000 m steeple   | Phil Coleman 8 min 56 s 4                                                            | Charles Jones 8 min 56 s 6                                                    | Alfredo Tinoco 8 min 58 s 0                                                            |
| 110 m haies       | Hayes Jones 13 s 6 w                                                                 | Lee Calhoun 13 s 7 w                                                          | Elias Gilbert 14 s 0 w                                                                 |
| 400 m haies       | Josh Culbreath 51 s 2                                                                | Dick Howard 51 s 3                                                            | Cliff Cushman 53 s 0                                                                   |
| 4 × 100 m         | États-Unis Hayes Jones Robert Poynter William Woodhouse Ray Norton 40 s 4            | Venezuela Emilio Romero Lloyd Murad Clide Bones Rafael Romero 41 s 1          | Indes occidentales Clifton Bertrand Mike Agostini Wilton Jackson Dennis Johnson 41 s 6 |
| 4 × 400 m         | Indes occidentales Melville Spence Malcolm Spence Basil Ince George Kerr 3 min 5 s 3 | États-Unis Jack Yerman Eddie Southern Dave Mills Joshua Culbreath 3 min 5 s 8 | Porto Rico Ramón Zayas Jossué Cains Ivin Rodríguez Manuel Rivera 3 min 12 s 4          |
| Saut en hauteur   | Charles Dumas 2,10 m                                                                 | Bob Gardner 2,03 m                                                            | Ernle Haisley 2,00 m                                                                   |
| Saut à la perche  | Don Bragg 4,62 m                                                                     | Jim Graham 4,32 m                                                             | Rolando Cruz 4,32 m                                                                    |
| Saut en longueur  | Bo Roberson 7,97 m                                                                   | Greg Bell 7,60 m                                                              | Lester Bird 7,46 m                                                                     |
| Triple saut       | Adhemar da Silva 15,90 m                                                             | Herman Stokes 15,39 m                                                         | Bill Sharpe 15,25 m                                                                    |
| Lancer du poids   | Parry O'Brien 19,04 m                                                                | Dallas Long 18,51 m                                                           | Dave Davis 17,01 m                                                                     |
| Lancer du disque  | Al Oerter 58,12 m                                                                    | Dick Cochran 54,44 m                                                          | Parry O'Brien 51,84 m                                                                  |
| Lancer du marteau | Al Hall 59,71 m                                                                      | Hal Connolly 59,67 m                                                          | Bob Backus 59,55 m                                                                     |
| Lancer du javelot | Buster Quist 70,50 m                                                                 | Phil Conley 69,94 m                                                           | Al Cantello 69,82 m                                                                    |
| Décathlon         | Dave Edstrom 7 254 pts                                                               | Phil Mulkey 6 062 pts                                                         | George Stulac 5 989 pts                                                                |

### Femmes
| Épreuve           | Or                                                                              | Argent                                                                        | Bronze                                                                     |
| ----------------- | ------------------------------------------------------------------------------- | ----------------------------------------------------------------------------- | -------------------------------------------------------------------------- |
| 60 m              | Isabelle Daniels 7 s 4                                                          | Barbara Jones 7 s 4                                                           | Carlota Gooden 7 s 4                                                       |
| 100 m             | Lucinda Williams 12 s 1                                                         | Wilma Rudolph 12 s 3                                                          | Carlota Gooden 12 s 3                                                      |
| 200 m             | Lucinda Williams 24 s 2                                                         | Isabelle Daniels 24 s 8                                                       | Sally McCallum 25 s 1                                                      |
| 80 m haies        | Bertha Díaz 11 s 2                                                              | Wanda dos Santos 11 s 5                                                       | Marion Monroe 11 s 5                                                       |
| Saut en hauteur   | Ann Flynn 1,61 m                                                                | Renata Friedrichs 1,50 m                                                      | Non décernée                                                               |
| Saut en hauteur   | Ann Flynn 1,61 m                                                                | Alice Whitty 1,50 m                                                           | Non décernée                                                               |
| 4 × 100 m         | États-Unis Barbara Jones Lucinda Williams Isabelle Daniels Wilma Rudolph 46 s 4 | Panama Carlota Gooden Jean Holmes-Mitchell Marcela Daniel Silvia Hunte 48 s 2 | Canada Sally McCallum Valerie Jerome Heather Campbell Maureen Rever 48 s 5 |
| Saut en longueur  | Annie Smith 5,74 m                                                              | Margaret Matthews 5,73 m                                                      | Willye White 5,70 m                                                        |
| Lancer du poids   | Earlene Brown 14,68 m                                                           | Sharon Sheppard 13,48 m                                                       | Wanda Wejzgrowicz 13,10 m                                                  |
| Lancer du disque  | Earlene Brown 49,31 m                                                           | Pamela Kurrell 42,19 m                                                        | Marjorie Larney 42,18 m                                                    |
| Lancer du javelot | Marlene Ahrens 45,38 m                                                          | Marjorie Larney 43,65 m                                                       | Amelia Wood 42,96 m                                                        |

## Tableau des médailles
| Rang | Nation             | Or | Argent | Bronze | Total |
| ---- | ------------------ | -- | ------ | ------ | ----- |
| 1    | États-Unis         | 26 | 23     | 13     | 62    |
| 2    | Indes occidentales | 2  | 3      | 6      | 11    |
| 3    | Argentine          | 1  | 1      | 0      | 2     |
| 3    | Brésil             | 1  | 1      | 0      | 2     |
| 3    | Chili              | 1  | 1      | 0      | 2     |
| 6    | Cuba               | 1  | 0      | 1      | 2     |
| 7    | Canada             | 0  | 2      | 6      | 8     |
| 8    | Panama             | 0  | 1      | 2      | 3     |
| 9    | Venezuela          | 0  | 1      | 0      | 1     |
| 10   | Porto Rico         | 0  | 0      | 2      | 2     |
| 11   | Mexique            | 0  | 0      | 1      | 1     |